# Kornelia Kunisch
Kornelia "Konny" Kunisch, född den 17 oktober 1959 i Lübben, Tyskland, är en östtysk handbollsspelare.
Kornelia Kunisch började spela handboll i TSG Calbe. 1973 flyttade hon till SC Magdeburg. Hon stannade i klubben fram till Östtysklands sammanbrott 1990. Under denna tid uppnådde hon många nationella och internationella framgångar. Efter Berlinmurens fall gick hon till TuS Eintracht Minden i Handball Bundesliga. 1997 avslutade hon sin elitkarriär och flyttade till det regionala ligalaget VT Bückeburg. Med laget blev hon uppflyttad till 2:a handbollsligan i Bundesliga North 2001, men spelade då bara lagets hemmamatcher.
Förbundskapten Peter Kretzschmar tog ut henne till Östtysklands damlandslag i handboll. Kunisch spelade 200 landskamper för landslaget, där hon gjorde 675 mål. 1983 blev hon vald till Årets handbollsspelare i Östtyskland 1983. Hon var med och vann världsmästerskapet i handboll för damer 1978 och sedan vann hon OS-brons i damernas turnering i samband med de olympiska handbollstävlingarna 1980 i Moskva.
Kornelia Kunisch är utbildad idrottslärare och arbetar som fysioterapeut i Minden. Hon har varit tränare för GWD Mindens ungdomar.

## Utmärkelser
- 1984 – Fosterländska förtjänstorden i silver.[5]